# Karl Albrecht (Dichter)
Karl Albrecht, auch Karl Albrecht-Frainer (Pseudonym), (* 31. Dezember 1845 in Frain an der Thaya, Mähren; † 7. Dezember 1920 in Wien, Österreich) war ein sudetendeutscher Dichter und Lehrer.

## Leben und Werk
Albrecht wurde 1845 in Mähren geboren. Nach dem Besuch der Lehrerbildungsanstalt bei St. Anna in Wien, arbeitete er von 1867 an als Lehrer an der Volksschule in Wien. Darüber hinaus war er Mitarbeiter der deutsch-österreichischen Lehrerzeitung Der Lehrer als Dichter. 1908 erschien beim Volger Verlag in Leipzig sein Gedichtband Mein Dichten und Denken: Eine Spätlese aus 3 Jahrzehnten. Albrecht starb im Dezember 1920 im Alter von 74 Jahren in Wien.

## Schriften (Auswahl)
- Mein Dichten und Denken: Eine Spätlese aus 3 Jahrzehnten Lyrik. Volger, Leipzig 1908.